# Administrador diocesano
En la Iglesia católica, un administrador diocesano es un sacerdote elegido para gobernar temporalmente una diócesis en sede vacante.
Cuando un obispo es trasladado de diócesis, asume la potestad y las obligaciones de un administrador diocesano en la precedente, hasta que se posesiona en la nueva sede; aunque es solo tras la posesión que la sede anterior queda vacante.
En casos excepcionales, y antes de que se elija administrador diocesano, la Santa Sede provee nombrando un administrador apostólico que rija la diócesis en nombre del papa. En algunos casos, los administradores diocesanos, luego de un período prudente, pueden ser elevados a la dignidad episcopal, siendo nombrados obispos diocesanos y recibiendo las insignias pontificales en la ordenación, que debe realizarla el papa o cualquier obispo ordinario.
La remoción del administrador diocesano compete a la Santa Sede, y si acaso renunciara, no se requiere para la validez que su renuncia sea aceptada por nadie.

## Antecedentes
En la antigüedad, la administración en una sede vacante correspondía al presbiterio, pues los presbíteros que eran muy próximos al obispo eran los más capacitados para hacerse cargo del gobierno cuando este faltase. A partir del s. IV empezaron a intervenir los metropolitanos, debido a los frecuentes problemas que surgían en las sedes vacantes, nombrando interventores o visitadores a quienes se les encomendó colaborar con el colegio presbiteral en la administración diocesana.
En el s. XII, y a causa de las competencias que había ido adquiriendo el cabildo catedralicio desde el s. VIII, se hizo común que este asumiera el gobierno interino de las sedes en lugar de los visitadores, primero de manera colegial o por turnos y posteriormente encomendando a un vicario capitular que en nombre del cabildo y elegido por él rigiera la diócesis el tiempo de la vacante.
Finalmente, la figura del vicario capitular fue reemplazada en el Código de Derecho Canónico de 1983 por la figura actual del administrador diocesano.

## Elección del administrador diocesano

### Proceso de elección
El Código de Derecho Canónico detalla el modo de proceder al producirse la vacante de la sede:
1. Cesa la autoridad del vicario general y de los vicarios episcopales al recibir la noticia cierta de la sede vacante (can. 417).
2. Se encomienda el gobierno interino en primer término al obispo auxiliar más antiguo en el cargo o en su defecto al colegio de consultores (formado por presbíteros nombrados tanto por el obispo como por el consejo presbiteral), quien con potestad de vicario general ha de regir la diócesis hasta tanto sea elegido el administrador diocesano (can. 419 y 426).
3. El obispo auxiliar que se hizo a cargo de la diócesis debe convocar sin demora al colegio competente para la elección del administrador diocesano (can. 419).
4. El colegio de consultores, o en su caso el cabildo catedralicio, debe reunirse en un plazo de ocho días contados desde la noticia de la vacante (can. 421 § 1), y de acuerdo con los cánones 165-178, que regulan el modo de proceder a las elecciones en la Iglesia, elegir administrador diocesano (can. 424).
5. Si en el plazo establecido no se ha elegido legítimamente al administrador, lo designa el metropolitano o, si la sede vacante es la metropolitana, el sufragáneo más antiguo en orden de promoción (can. 421 § 2).

### Condiciones o requisitos
La elección debe cumplir además con las siguientes condiciones o requisitos:
- Debe elegirse un solo administrador diocesano que no debe ser a la vez el ecónomo (can. 423).
- Debe ser un sacerdote de al menos 35 años de edad, que destaque por su doctrina y prudencia (can. 425).
- No puede haber sido elegido, nombrado o presentado para la misma sede vacante (can. 425).

## Facultades y deberes
Al momento de la aceptación de su elección, el administrador diocesano asume la potestad ordinaria y propia sobre la diócesis, exceptuando todo aquello que de tratarse de un presbítero se excluye por ser propio del orden episcopal o que por determinación del derecho canónico esté excluido. El administrador diocesano puede:
- Confirmar las facultades del vicario general o los vicarios episcopales.
- Confirmar o instituir los sacerdotes que hayan sido legítimamente elegidos o presentados para una parroquia.
- Nombrar párrocos, después de un año de la vacancia de la sede.
- Celebrar la Confirmación y conceder a otro sacerdote la facultad de celebrarla.
- Remover a los vicarios parroquiales por justa causa, salvaguardando lo que el derecho establece en el caso específico de un religioso.
- Participar con voto deliberativo como miembro de la Conferencia Episcopal, excepto cuando no es obispo, en el caso de las declaraciones doctrinales.

Así mismo, el administrador apostólico se obliga a:
- Hacer una profesión de fe ante el colegio de consultores.
- Residir en la diócesis.
- Aplicar los domingos y fiestas de precepto la misa por el pueblo.
- Cumplir con todos los deberes del obispo ordinario.
- Conservar diligentemente el archivo de la curia diocesana, sin destruir o substraer cualquier documento, vigilando que solamente él pueda acceder al archivo secreto de la misma, en caso de verdadera necesidad.

### Limitaciones
El Código de Derecho Canónico recoge el antiguo aforismo que rige en estos casos de manera general: Vacante la sede, nada se debe innovar (can. 428 § 1), a fin de tutelar convenientemente los derechos del nuevo obispo, que será el verdadero pastor de la Iglesia particular; además, detalla algunas restricciones para:
- La erección de asociaciones diocesanas (can. 312 § 1, 3).
- La excardinación e incardinación de los clérigos (can. 272).
- La remoción del canciller y otros notarios (can. 485).
- La concesión de canonjías (can. 509).
- El acuerdo con un instituto de vida consagrada sobre una parroquia (can. 520 § 1).
- La designación de párrocos (can. 522).
- Dar cartas dimisorias para la ordenación de diáconos y sacerdotes (can. 1018).
- La remoción del vicario judicial (can. 1420 § 5).